# Profeten (seriealbum)
Profeten (Le prohète) är ett Lucky Luke-album från 1999. Det är det 70:e albumet i ordningen, och har nummer 77 i den svenska utgivningen. 

## Handling
En ny fånge, Dunkle, en självpåtagen domedagsprofet, har anlänt till det fängelse där Daltonbröderna avtjänar sitt straff. Averell Dalton, liksom Ratata, låter sig snart hänföras av Dunkles predikningar. Tillsammans lyckas Dunkle, Daltons, och Ratata fly från fängelset, och anländer till mormonstaden Paradise Gulch. Snart har Dunkle lyckats få inflytande i staden, och när Luke anländer för att arrestera flyktingarna, blir han övermannad och dömd till att bli brännas på bål. Med sin list, och med assistens från stadens starke man, pastor Kragelsohn, lyckas han dock till slut återföra brottslingarna till fängelset.

## Svensk utgivning
- Morris; Nordmann, Patrick (översättare: Per A J Andersson) (2000). Marcel Dalton. Lucky-serien: 77. Malmö: Egmont Serieförlaget. Libris 7674774. ISBN 91-7912-974-9
- I Lucky Luke – Den kompletta samlingen ingår albumet i "Lucky Luke 1999-2002". Libris 10646116. ISBN 978-91-7134-548-6